# Hans von Luck
Hans von Luck (Hans-Ulrich von Luck und Witten), född 15 juli 1911 i Flensburg, död 15 januari 1997 i Hamburg, var överste i tyska pansarstyrkorna (Oberst der Panzertruppe) under andra världskriget.

## Biografi
von Luck tjänstgjorde i 7:e pansardivisionen och i 21:a pansardivisionen i Polen, Frankrike, Nordafrika, Italien och  Sovjetunionen. Han samarbetade generalfältmarskalk Erwin Rommel.
von Luck var känd för sina språkkunskaper i engelska, franska och ryska, som han lärde sig före kriget. Under kriget hade han möjligheten att kommunicera med både franska och brittiska soldater. Senare under sin krigsfångenskap hade han möjligheten att använda sig av ryska för att säkra sitt frisläppande. 
Han fick det prestigefyllda Riddarkorset av Järnkorset och spelade en viktig roll i britternas taktiska nederlag i Operation Goodwood i juli 1944. Han var då befälhavare över 21:a pansardivisionens Kampfgruppe von Luck, som bestod av von Lucks eget pansargrenadjärregemente 125, major Alfred Beckers Sturmgeschütz-Abteilung 200 och stridsvagns- och artilleridelar ur divisionen.
von Luck stred med divisionen under hela reträtten genom Frankrike fram till Siegfriedlinjen. I januari 1945 förflyttades divisionen till Oderområdet, (östfronten), där von Luck spelade en huvudroll i divisionens olika operationer.    
von Luck kapitulerade till de sovjetiska styrkorna efter ett utbrytningsförsök från Halbe-fickan i maj 1945. Efter flera års rysk fångenskap i ett Gulag i Georgien frisläpptes han och återvände till Tyskland. Han blev aktiv inom veteranrörelsen och föreläste även vid militära utbildningsanstalter. Under flera år deltog han i Krigsskolans Karlberg resa till slagfälten i Normandie, där han etapp för etapp guidade kadetterna genom de stridsförlopp där han haft tyskt befäl. Han blev även god vän med sina forna motståndare, mest noterbart brittiska fallskärmsjägaren major John Howard. Han blev även god vän med den amerikanske historikern Stephen Ambrose, som också uppmanade honom att skriva sina memoarer "Pansarchef under Rommel". Boken i sig är känd som den mest balanserade av andra världskrigets tyska militära memoarer.